# Wang Shiwei
Wang Shiwei (* 11. August 1996) ist ein chinesischer Eisschnellläufer.

## Werdegang
Shiwei startete im November 2016 in Harbin erstmals im Weltcup und belegte dabei den 11. Platz in der Verfolgung und in der B-Gruppe über 5000 m den 26. Rang. Bei der Winter-Universiade 2017 in Almaty errang er den 15. Platz über 1500 m und den 13. Platz über 5000 m. In der Saison 2019/20 erreichte er in Minsk und in Tomaszów Mazowiecki mit jeweils den zweiten Platz im Teamsprint seine ersten Podestplatzierungen im Weltcup. Im Januar 2020 wurde er in Harbin chinesischer Meister im Massenstart. Im folgenden Monat gewann er bei den Einzelstreckenweltmeisterschaften in Salt Lake City die Silbermedaille im Teamsprint.

## Persönliche Bestzeiten
- 500 m      35,61 s (aufgestellt am 8. März 2019 in Calgary)
- 1000 m    1:09,03 min (aufgestellt am 16. März 2019 in Calgary)
- 1500 m    1:47,41 min (aufgestellt am 25. August 2019 in Calgary)
- 3000 m    3:54,06 min (aufgestellt am 17. September 2016 in Calgary)
- 5000 m    6:37,76 min (aufgestellt am 23. August 2019 in Calgary)
- 10.000 m    14:11,91 min (aufgestellt am 18. März 2017 in Calgary)